# Brignolia elongata
Espèce
Brignolia elongata est une espèce d'araignées aranéomorphes de la famille des Oonopidae.

## Distribution
Cette espèce est endémique du Sarawak en Malaisie. Elle se rencontre entre 250 et 500 d'altitude sur le Gunung Gading et le Gunong Matang.

## Description
Le mâle holotype mesure 1,47 mm et la femelle paratype 1,48 mm.

## Publication originale
- Platnick, Dupérré, Ott & Kranz-Baltensperger, 2011 : The goblin spider genus Brignolia (Araneae, Oonopidae). Bulletin of the American Museum of Natural History, no 349, p. 1-131 (texte intégral).